# بازينغستوك (دائرة انتخابية في المملكة المتحدة)
بازينغستوك (بالإنجليزية: Basingstoke)‏ هي إحدى الدوائر الانتخابية في المملكة المتحدة الممثلة في مجلس العموم في برلمان المملكة المتحدة.
عضو البرلمان الذي يمثلها حالياً هو :Mrs Maria Miller (Con).